# 重力子
重力子（じゅうりょくし、英: graviton、グラビトン）は仮説上の素粒子の一つ。
重力相互作用を媒介するゲージ粒子であり、スピン2、質量0、電荷0、寿命無限大のボース粒子であるとされる。
2024年時点で未発見である。

## グラヴィティーノ
超対称性がある場合、重力子に対応する超対称性パートナーとしての超対称性粒子は、スピン3/2のフェルミ粒子であるグラヴィティーノ（英: gravitino、重力微子）とされるが、こちらも2022年までのところ未発見である。